# Nannie Porres
Nannie Ruth Porres Stener (* 30. April 1939; † 17. Februar 2025 in Johanneshov, Stockholm) war eine schwedische Jazz- und Balladensängerin, die auch als Theaterschauspielerin tätig war.

## Wirken
Porres, Tochter des Geigers Herman Porres, etablierte sich in der Mitte der 1950er Jahre und legte erste Aufnahmen mit Putte Wickman und Charlie Henks vor. Dann gehörte sie als Mitglied der Gruppe Jazz Club 57 zur Avantgarde des schwedischen Hard Bop; eine gemeinsame Aufnahme mit dem Pianisten Claes-Göran Fagerstedt und dem Saxophonisten Bernt Rosengren entstand 1957 für Sonet Records.
Porres war von 1962 bis 1976 mit dem Fotografen Gunnar Smoliansky verheiratet; der Schlagzeuger Peter Smoliansky (* 1962) ist ihr gemeinsamer Sohn. 1971 veröffentlichte sie mit I Thought About You ihre erste Platte unter eigenem Namen. Für ihr Album Närbild erhielt sie 1976 als erste Frau die angesehene Gyllene Skivan des Magazins Orkesterjournalen. Zunehmend präsentierte sie neben Blues, Balladen und Evergreens auch Songs schwedischer Dichter wie Nils Ferlin, Evert Taube, Sonja Åkesson, Olle Adolphson und Cornelis Vreeswijk. Sie nahm auch mit Christer Boustedt und mit Lalle Svensson auf.

## Diskographische Hinweise
- 1971 – I Thought About You
- 1973 – Hayati Kafe, Nannie Porres: Days of Extension
- 1976 – Närbild
- 1977 – Kärlekens ögon
- 1979 – It’s True, Nannie Porres Sings Lars Gullin
- 1983 – … och morgondagen gryr
- 1987 – All the Things You Are (als CD 2009)
- 1992 – Nära, 1976–83 (Kompilation)
- 1999 – Till dej
- 2008 – Claes-Göran Fagerstedt with Friends feat. Nannie Porres (Ladybird)